# 塔吉克語維基百科
塔吉克语维基百科是维基百科协作计划的塔吉克语版本，由非营利组织──维基媒体基金会维持负责。目前已有超過一萬篇條目。